# Маццано
Маццано (італ. Mazzano) — муніципалітет в Італії, у регіоні Ломбардія, провінція Брешія.
Маццано розташоване на відстані близько 440 км на північний захід від Рима, 95 км на схід від Мілана, 10 км на схід від Брешії.
Населення — 12 160 осіб (2014).
Покровитель — святий Рох.

## Демографія
Населення за роками:

Станом на 1 січня 2023 року в муніципалітеті офіційно проживали 1064 іноземці з 59 країн, серед них 291 громадянин країн Євросоюзу та 54 громадяни України.

## Міста-побратими
- Сен-Жермен-де-Фоссе, Франція

## Сусідні муніципалітети
- Бедіццоле
- Кальчинато
- Кастенедоло
- Нуволера
- Реццато